# 가톨릭 운동

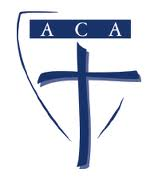

가톨릭 운동(라틴어: Actio Catholica) 또는 가톨릭 액션(영어: Catholic Action)은 로마 가톨릭교회의 평신도들이 사회적으로 가톨릭 정신 선포를 장려하는 것을 목적으로 만든 평신도의 조직적 사도직에 속하는 여러 활동과 그러한 기독교 단체들을 아우르는 명칭이다.

## 개요
가톨릭 운동은 특히 19세기 스페인, 이탈리아, 바이에른, 프랑스, 벨기에 등 역사적으로 가톨릭 전통이 뿌리 깊은 나라에 반성직자주의성향을 띤 정권이 들어서면서 본격적으로 활동하기 시작하였다.
가톨릭 운동이 비록 특정한 정치적 성향을 띠고 있지는 않지만, 가끔씩 구분이 잘 되지 않았던 시기도 있었다. 제2차 세계 대전 이후 이탈리아와 서독 등지에 대두된 공산주의 정당들에 대항하고자 이곳 나라들의 가톨릭 운동 단체들은 기독교적인 민주주의 성향의 정당들과 연합하기도 하였다. 특히 한국의 가톨릭액션의 경우 일제시대부터 일제의 관제조직에 편입되어 준국가기구적 성격을 띄었다. 또 "가톨릭 운동이야말로 공산주의를 격파할 수 있는 유일한 역량"이라며 처음부터 반공조직의 성격을 분명히 했다.

## 이탈리아의 가톨릭 액션
가톨릭 액션은 이탈리아를 중심으로 가장 활발하게 일어났다. 이탈리아에서 가톨릭 액션은 movimento cattolico라 부른다.
이탈리아에서 가톨릭 액션이 본격화된 배경은 1848년의 교황 비오 9세의 이탈리아 독립전쟁에서의 탈락과 그 후의 급속한 반동화였다. 그 해 이탈리아군이 로마를 점령하여 교황세속권이 소멸하자, 교황의 반동적 자세는 결정적이 되었다.
이런 위기적 상황 중에서 교황과 교회의 여러 권리의 회복을 목적으로 하고, 종교적 만이 정치적으로도 활동한 평신도(비성직자) 주체의 조직적 운동을 가리킨다.
북이탈리아의 농민을 농촌금고, 협동조합 등에 의해서 조직화하여, 대중기반을 다지는 것에도 성공했다.
그리고 이런 움직임은 교황 레오 13세의 회칙 『새로운 사태(Rerum Novarum,레룸 노바룸)』(1891)에 의해 사회 가톨릭시즘의 이름으로 공인되었다.
이렇게 해서  1915년 시칠리아의 사제 L. 스트루초( Luigi Strurzo)가 교황 베네딕도 15세에 의해서 신자의 전국조직 〈가톨릭 액션〉 서기장이 되고
1919년에는 이탈리아 사상최초의 가톨릭 정당 이탈리아 인민당(1926년까지 존속)을 창설, 스트루초가 서기장이 되었다.
이탈리아 인민당은 이후 아체르보 법(Legge Acerbo)을 통과시켜 뭇솔리니의 집권을 돕고 해체된다.

## 프랑스의 악시옹 프랑세즈
오랜 가톨릭 국가였던 프랑스는 대혁명을 겪으며 공화주의자들에게 공격과 수모를 당했다. 제3공화국 때에는 예수회가 추방당하고 종교와 교육이 분리 당했다. 대혁명 이후 프랑스를 휩쓴 이런 전국적인 반가톨릭 움직임에 저항해 가톨릭교회 측은 교황 레오 13세의 회칙 〈새로운 사태〉에 따라 일사불란하게 움직여 재빠르게 정치 조직화하는 움직임을 보였다. 라 투르 뒤 펭(La Tour du Pin)후작은 1871년부터 가톨릭 서클을 조직했고 교황의 지시한 방향에 따라 사회기독교당을 창당하는 것을 지지했으며 노동자와 고용주를 가부장주의적인 공동의 단체로 결속시켰다. 동시에 사회문제를 공격하기 바라는 기독교민주당이 구상되었으며 이 정당은 민주주의적인 신부들에 의해서 추진되었다. 1894년에 마르크 상니에르(Marc Sangnier)는 〈밭고랑(Le Sillon)〉이란 단체를 설립했는데 〈밭고랑〉 단체에서 보수주의자들의 또 다른 결집의 흐름은 〈라 크로와〉와 신문과 〈성모마리아승천회〉 회원들의 주변에서 계획되었다.
이들은 우파 가톨릭 당을 구성하기 위한 목표로 나아갔다. 이들은 사회주의에 대한 저항과 사회적 방어에 집착한 대보수당을 구성하기 위하여 기회주의자들을 가담시키려는 목표에 전념했다. 이렇게 해서 드레퓌스 사건에 연루된 작크 피우(Jacques Piou)와 더불어 하원을 구성하게 되었다. 이들 가톨릭 집단은 국가안의 또 다른 국가를 이루고 있었다. 이 때문에 공화국은 가톨릭 교회 세력에 매우 민감하지 않을 수 없었다. 결국 가톨릭 교회는 민족주의와 반유대주의의 비약과 더불어 우파에게 합류하고 공화국을 바꾸거나 파괴하기 위한 여론 운동을 조직화 하기 위한 결집의 필요성을 인식하게 됐다. 이렇게 만들어진 단체가 〈악시옹 프랑세즈(ㅣ'Action française)〉이다.

## 한국의 가톨릭액션
한국의 가톨릭액션은 1931년말 반공을 가장 중요한 목표 중 하나로 삼으며 본격 소개되었다. 한국의 가톨릭교회는 1920년대 초부터 교황의 반공적 교서들을 소개하는 방식으로 가톨릭 교리와 반공주의가 결합하기 시작하였다.
가톨릭 계열 잡지인 《가톨릭 청년》은 "조선 가톨릭의 묵상과 반성의 시기는 이미 지났고 행동의 시기에 직면하였다"라고 말하며 '가톨릭 액션'에의 참여를 촉구하였다. 이는1947년 9월 교황 비오 12세가 '이탈리아 가톨릭 행동대회'에서 "반성과 계획의 시대는 지났다. 행동의 시대가 도래하였다"라고 말한 것을 약간 변형한 발언으로 가톨릭액션은 이미 1930년대부터 도입되어 실천되고 있었다. 일제시대의 가톨릭 액션은 남녀 청년회 조직을 주기반으로, 언론 출판(잡지들의 창간), 의료(성모병원 설립 등), 교육(동성학교 인수, 야학 개설 등)의 영역에 집중하였다.
해방 후에는 교회 지도자들의 정치적 행동이 빈발했다.
평신도 지도자들의 정당 가입, 교회 차원의 선거 참여, 기존 정치인들과의 교류와 연대 등으로 적극 정치에 참여하였다. 당시 가톨릭교회가 선택한 정당은 미군정 시절 여당이자 보수세력을 대표하던 한국민주당(한민당)이었다. 교회 일각에서는 더 나아가 아예 가톨릭 정당을 결성하자는 주장도 제기 되었다. 가톨릭교회는 민주의원과 남조선 과도입법의원에 장면을 천주교 대표로 참여시켰으며, 1948년 제헌의원 선거를 앞두고는 교회의 최고 지도자들이 나서서 신자들의 출마를 적극적으로 권유하였다. 특히 장면은 사실상 '서울교구의 공천'으로 출마하였고, 장면을 비롯하여 천주교 신자 입후보자들을 당선시키기 위해 모든 가톨릭교회 조직과 언론을 총동원하여 선거운동을 전개했다. 한국 가톨릭교회의 상징인 명동성당에서 1946년 2월초 비상국민회의 회의장으로 제공되는 등 우파 정치세력의 집회장소로 빈번히 사용되기도 하였다. 정치집회가 성당에서 열릴 뿐 아니라 교회가 정치인들을 자주 초대하면서 1945년 연말까지 김구 등 임시정부 요인들과 이승만이 명동성당을 방문하였다. 또 노동운동에도 적극 참여하였는데 당시 성신대학교 학장이던 윤을수 신부가 1949년 12월 국제자유노동조합연맹 결성식에 '대한노동조합총연맹'대표단의 일원으로 참가하기도 했다. 언론 분야에서는 1946년 전국 일간지인 경향신문을 창간하여 광대한 대중적 영향력을 확보하였다. 또 전쟁중에 대구매일신문을 인수하여 두 개의 일간지를 발간하였다. 가톨릭 액션의 가장 중요한 목표는 종전의 '선교'에서 반공투쟁, 그리고 교회의 정치 사회적 영향력의 직접적 확장으로 바뀌었다.

## 현재의 가톨릭 운동
현재 아르헨티나, 브라질, 영국, 미국, 크로아티아, 프랑스, 멕시코, 아일랜드, 폴란드, 스페인, 캐나다 등에서 가톨릭 운동이 활발히 진행 중에 있다. 대한민국의 경우, 1933년 3월 조선 주교단의 교서에 의하여 '가톨릭 진행'이란 이름으로 실천한 것이 가톨릭 운동의 시초이다. 오늘날에는 가톨릭농민회, 노동청년회, 학생회, 의사회 등 많은 가톨릭 운동 성향의 평신도 사도직 단체가 조직되어 퍼져나가고 있다.

## 같이 보기
- 협동조합주의